# Walter Albán
Walter Jorge Albán Peralta (Lima, 1954) es un abogado peruano. Fue defensor del pueblo del Perú encargado (2000-2005) y ministro del Interior del Perú desde el 19 de noviembre de 2013 hasta el 23 de junio de 2014.

## Biografía
Nació en Lima en 1956. Estudió en el Colegio Salesiano de Lima y, posteriormente, Letras y Derecho en la Pontificia Universidad Católica del Perú, se graduó en el año 1978. Magíster en Derechos Humanos. Profesor ordinario de su alma mater y decano de la Facultad de Derecho en el año 2008.
Fue jefe del Departamento Jurídico de la Comisión Episcopal de Acción Social de la Iglesia católica peruana entre los años 1985 y 1992. Fue también director adjunto de la Comisión Andina de Juristas (1992-1995). 
En julio de 1996, fue elegido primer adjunto al defensor del pueblo y fue reelegido en 1999. Ejerció, por mandato legal, las funciones de defensor del pueblo del 29 de noviembre del 2000 al 29 de septiembre del 2005. Entre el 2003 y 2004, fue integrante de la CERIAJUS.
Mientras residía en Washington D. C., Estados Unidos, donde se desempeñaba como embajador del Perú ante la Organización de los Estados Americanos (OEA) (cargo al que fue nombrado a fines del 2011 y asumido el 24 de enero del 2012), es designado ministro del Interior en reemplazo de Wilfredo Pedraza Sierra tras el escándalo que comprometía al Ministerio del Interior y a la Policía Nacional. Por el resguardo indebido brindado a la casa de Óscar López Meneses, exoperador político de Vladimiro Montesinos en la época del fujimorismo.

### Ministro del Interior
El 19 de noviembre de 2013, juró en el Salón Dorado de Palacio de Gobierno como ministro del Interior del Perú del Gobierno del presidente Ollanta Humala. Integrando el gabinete presidido por César Villanueva.
Tras siete meses a la cabeza del Ministerio del Interior, el 23 de junio de 2014, fue reemplazado por el general EP (r) Daniel Urresti. Declaró que se iba tranquilo, pues dejaba encaminado el fortalecimiento de la Policía Nacional y la mejora de la seguridad ciudadana.

## Publicaciones
Autor de diversos artículos vinculados a temas jurídico-sociales y de protección de derechos humanos.
- Comisión ad hoc. Análisis y perspectivas (1997).
- Violencia estructural en el Perú y derecho (1990).[7]

| Predecesor: Wilfredo Pedraza Sierra | Ministro del Interior del Perú 19 de noviembre de 2013 - 23 de junio de 2014 | Sucesor: Daniel Urresti Elera |